# 1941 في روسيا
فيما يلي قوائم الأحداث التي وقعت خلال عام 1941 في روسيا.

## سياسة

### تعيين في المنصب
- 10 نوفمبر – ماكسيم ليتفينوف سفير روسيا لدى الولايات المتحدة.

## مواليد

### فبراير
- 1 فبراير – أناتولي فيرسوف
- 16 فبراير – كم جونغ إل الأمين العام لحزب العمال الكوري.

### مايو
- 5 مايو – ألكسندر راغولين
- 13 مايو – فاسيلي دانيلوف لاعب كرة قدم روسي.

### يونيو
- 3 يونيو – أناتولي بوزاتش لاعب كرة قدم أوكراني.
- 20 يونيو – ألبرت شيسترنيوف لاعب ومدرب كرة قدم روسي.

### يوليو
- 17 يوليو – مارينا أوزوالد بورتر
- 19 يوليو – ناتاليا بيسميرتنوفا

### أغسطس
- 27 أغسطس – يوري ألكسندروف ماليشيف

### سبتمبر
- 15 سبتمبر – فكتور زوبكوف سياسي روسي.

### أكتوبر
- 23 أكتوبر – إيغور سميرنوف

### ديسمبر
- 8 ديسمبر – فيكتور أنيتشكين لاعب كرة قدم روسي.

## وفيات

### يناير
- 1 يناير – فلاديمير مولر (مواليد 1880)
- 1 يناير – كريستوفر أمير اليونان والدنمارك (مواليد 1888)
- 1 يناير – نيكولاي لادوفيسكي (مواليد 1881) مهندس معماري روسي.

### فبراير
- 10 فبراير – إقبال هانم (مواليد 1876)

### يوليو
- 22 يوليو – دميتري بافلوف (مواليد 1897)

### أغسطس
- 31 أغسطس – مارينا تسفيتايفا (مواليد 1892)

### ديسمبر
- 9 ديسمبر – ديمتري ميرجكوفسكي (مواليد 1865)
- 30 ديسمبر – إل ليسيتزكي (مواليد 1890)